# Киллаваллен
Киллаваллен (англ. Killavullen; ирл. Cill an Mhuilinn, «церковь у мельницы») — деревня в Ирландии, находится в графстве Корк (провинция Манстер).
В деревне стоит дом семьи Хеннесси; изначально он был построен в 1818 году на небольшом расстоянии от реки.

## Демография
Население — 214 человек (по переписи 2006 года). В 2002 году население составляло 224 человек.
Данные переписи 2006 года:
| Общие демографические показатели |               |                               |                               |      |      |
| Всё население                    | Всё население | Изменения населения 2002—2006 | Изменения населения 2002—2006 | 2006 | 2006 |
| 2002                             | 2006          | чел.                          | %                             | муж. | жен. |
| 224                              | 214           | −10                           | −4,5                          | 109  | 105  |